# Brocat de l'escabiosa

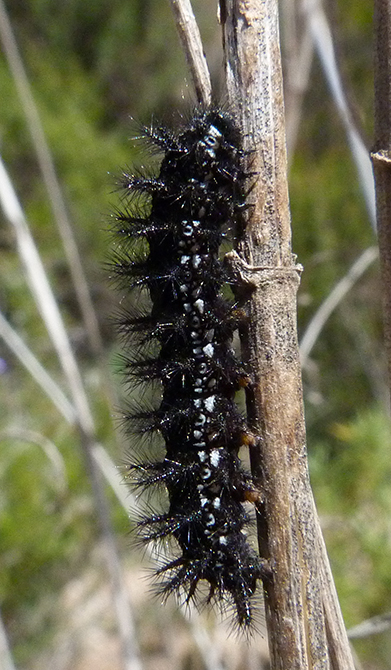
Eruga a prop de Castellar (Bages)

El brocat de l'escabiosa o de la cefalària (Euphydryas desfontainii) és una espècie de lepidòpter papilionoïdeu de la família dels nimfàlids (Nymphalidae) present als Països Catalans.

## Distribució
Es distribueix pel Marroc, Algèria i la península Ibèrica. A la Península es troba en zones aïllades al sud de Portugal, Burgos, els Pirineus orientals, Catalunya, a través d'Alacant, Terol, Conca, Guadalajara i Madrid fins a Andalusia i Extremadura.

## Història natural
El seu hàbitat són llocs herbosos, secs i càlids, barrancs rocosos, llits de rius secs i àrees de cultiu abandonades. L'eruga s'alimenta de Dipsacus fullonum, Dipsacus comosus, Cephalaria leucantha, Scabiosa i Knautia, entre d'altres.
En quant a la reproducció, fa una generació a l'any entre començaments d'abril i mitjans de juny, segons l'altitud. Hiberna com a eruga en nius sedosos.

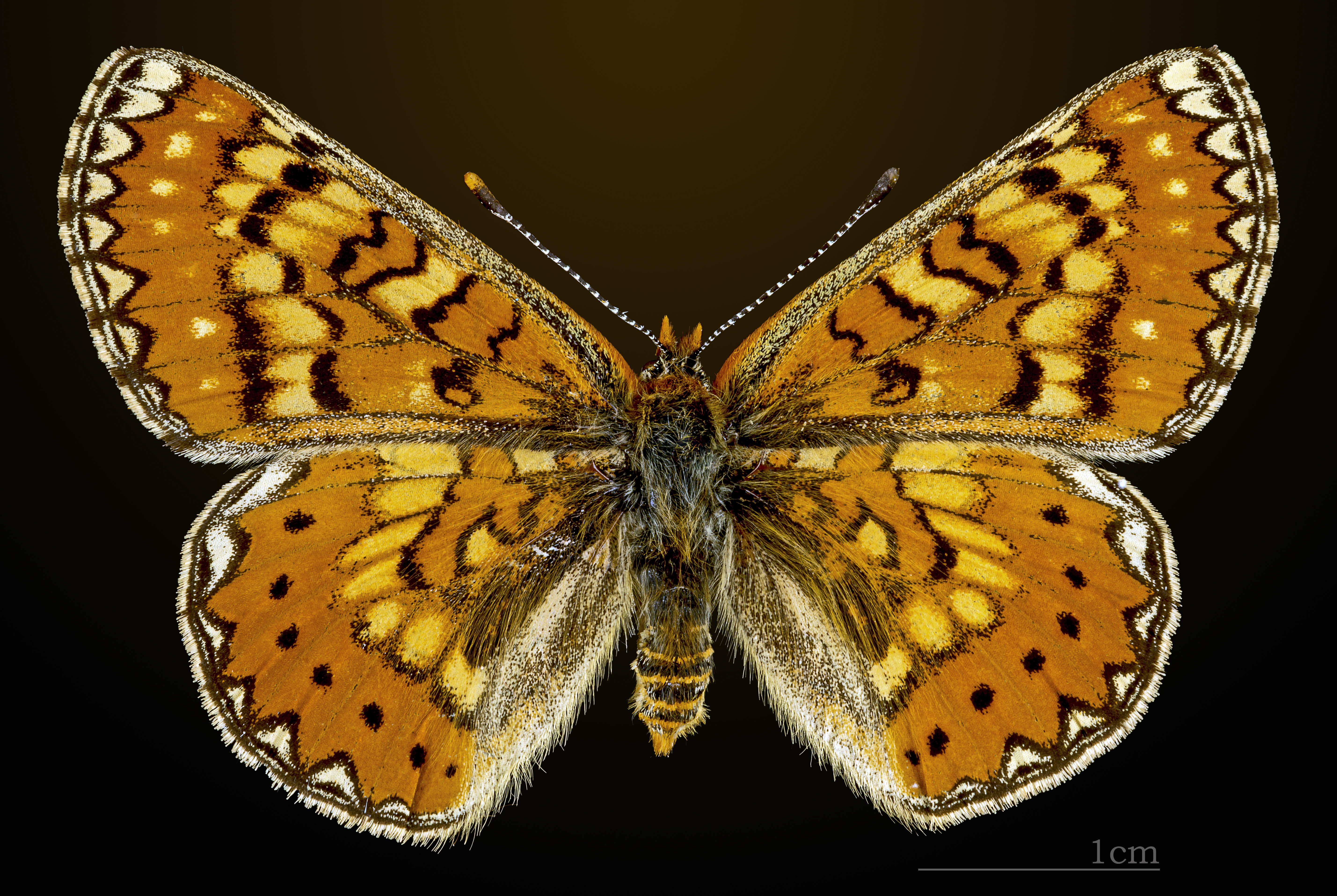
Brocat de la cefalària
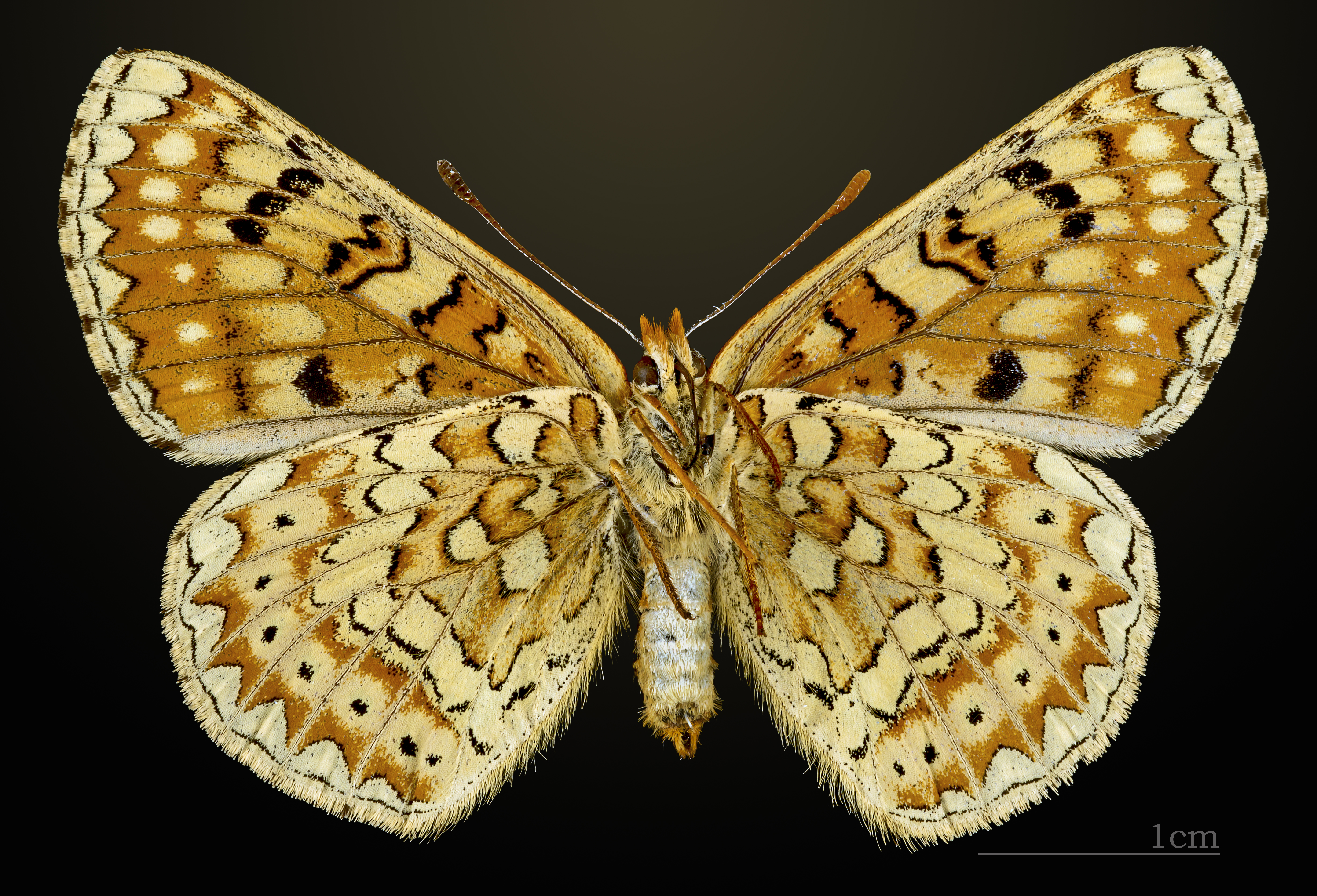
△ Brocat de la cefalària

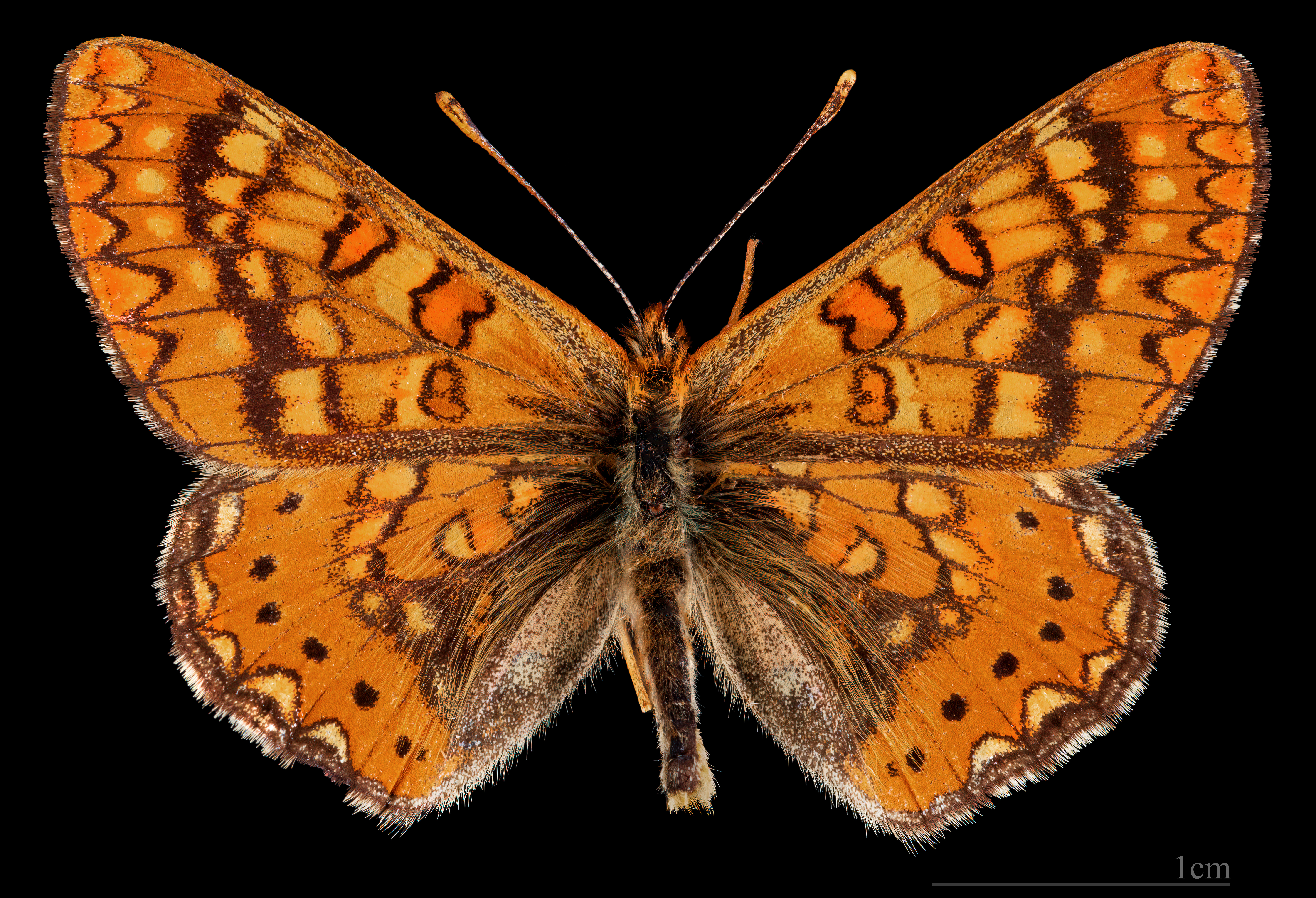
Euphydryas desfontainii beatica ♂
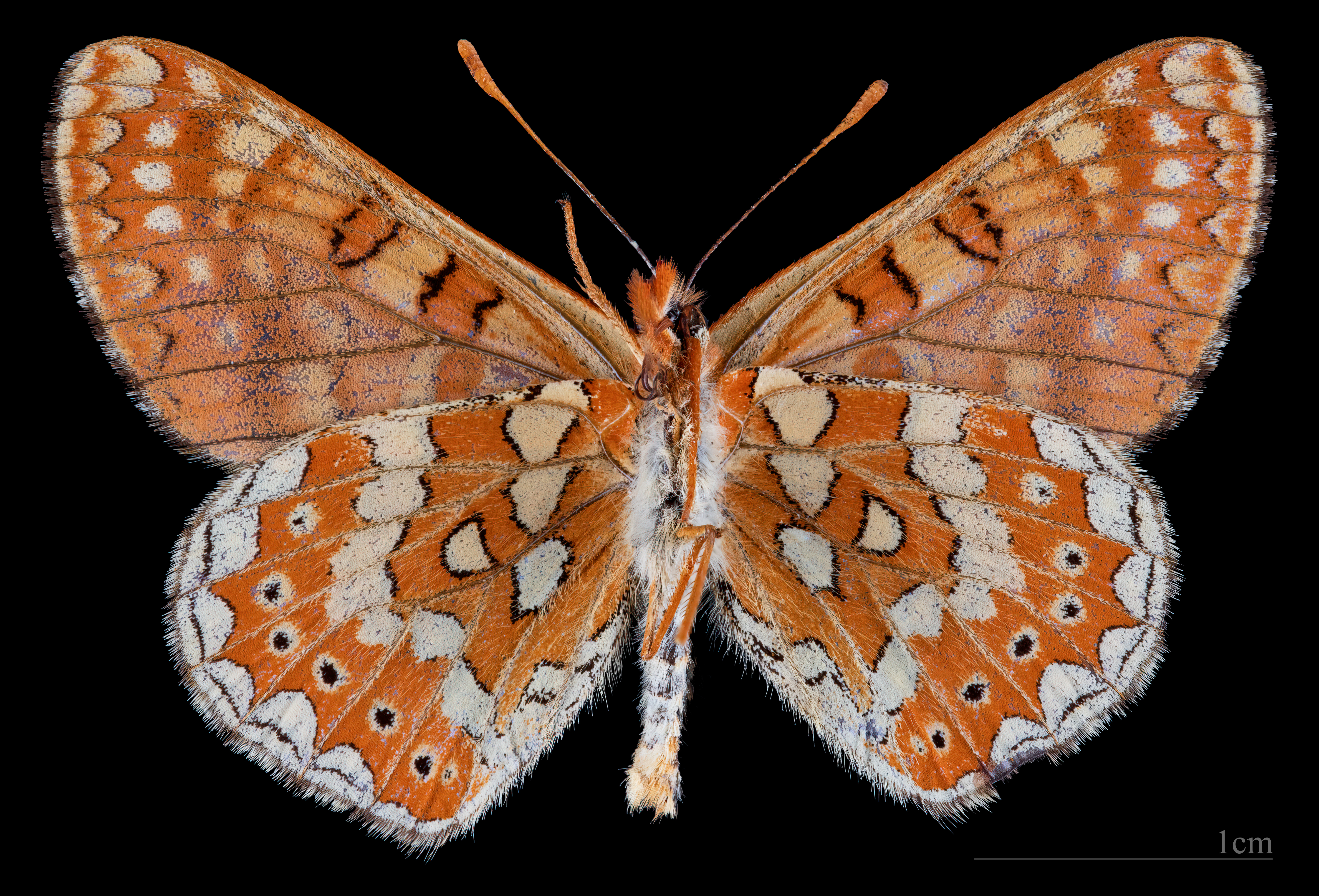
Euphydryas desfontainii beatica♂ △
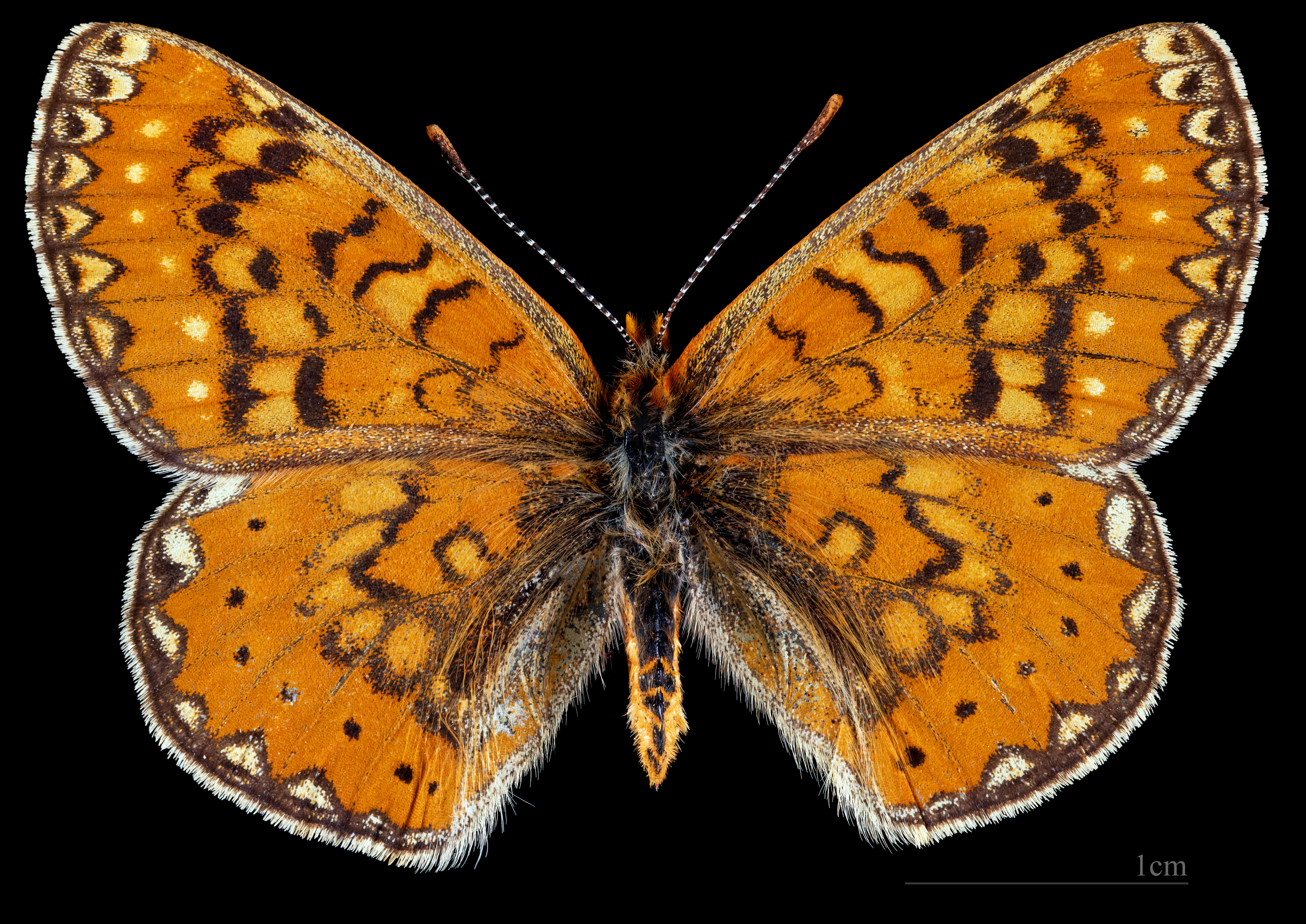
Euphydryas desfontainii beatica ♀
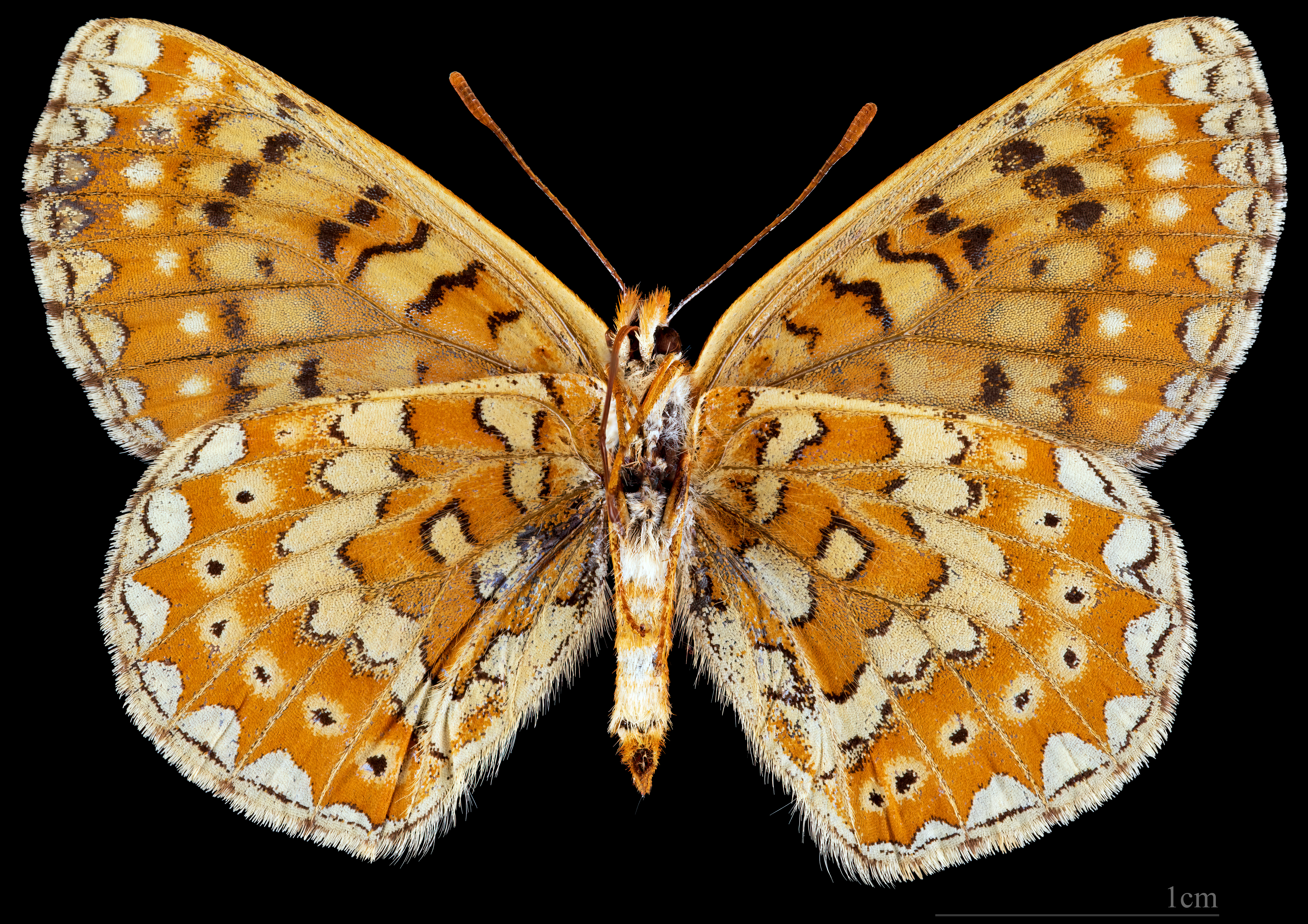
Euphydryas desfontainii beatica ♀ △